# 糸碕神社
糸碕神社（いとさきじんじゃ）は、広島県三原市糸崎に鎮座する神社である。旧称は糸崎八幡宮。旧県社。

## 祭神
帯中津日子命（仲哀天皇）、品陀和気命（応神天皇）、息長帯日売命（神功皇后）を祀る。

## 歴史
鎮座地は瀬戸内海に面し、長井の浦と呼ばれる風待ちの浦として『万葉集』にも詠まれている。境内の東側には貢井（みつぎい）、又は御調井と呼ばれる井戸があるが、社伝によれば神功皇后が長井の浦に船を繋ぎ、この井戸の水を求めた事に因んでその水を長井の水と称し、当地を長井の浦と称すと伝わる。長井の浦は井戸崎（いどさき）ともいい、現地名の糸崎（いとさき）のはじめとされる。また、かつて広島県に存在した郡である御調郡も当神社の御調井が発祥であるという。
社伝に因れば天平元年（729年）に豊前国宇佐八幡宮より応神天皇の産髪を勧請した事に創まるといい、広島県内で最も古い神社とされる。古来朝野の崇敬を集め、かつては一宮と並ぶ社格を持つ別格神社として大氏宮と称され、中世には小早川氏や毛利氏、福島氏等の地方有力者の庇護を受け、近世には小早川氏が社領330石、銭150貫を寄進している。元和8年（1612年）に本殿が炎上、寛永元年（1642年）に広島藩藩主浅野長晟によって本殿が再建されたが、宝暦2年（1752年）に再び火災に罹り、同9年（1759年）に現在の本殿が再建された。
大正13年（1924年）に県社に昇格した。現在でもこの地方で船を新造した場合、まず当神社のお祓いを受け、その後大山祇神社へ向かうのが慣わしである。

## 祭事
- 正月 - 初詣　祈祷守護一尺木札授与　齋燈（大かがり火）
- 旧暦1月19日 - 疫神祭（やくじんさん）
- 2月3日頃 - 節分祭
- 6月30日 - 夏越祭り（なごしまつり）　千茅輪くぐり
- 10月第3日曜日 - 大祭　奉納子供相撲（前夜祭として高井神楽の奉納）

## 社殿
本殿は桁行3間梁間2間の、拝殿は桁行梁間共3間の入母屋造平入銅板葺で、共に正面に千鳥破風を飾り通し1間軒唐破風の向拝（こうはい）を付ける。
神門は三間一戸切妻造本瓦葺の四脚門。三原城内の侍屋敷門を明治8年（1875年）に移築したもので、三原城に関する数少ない遺構として貴重である事から昭和54年（1979年）に三原市の文化財に指定された。

## 境内

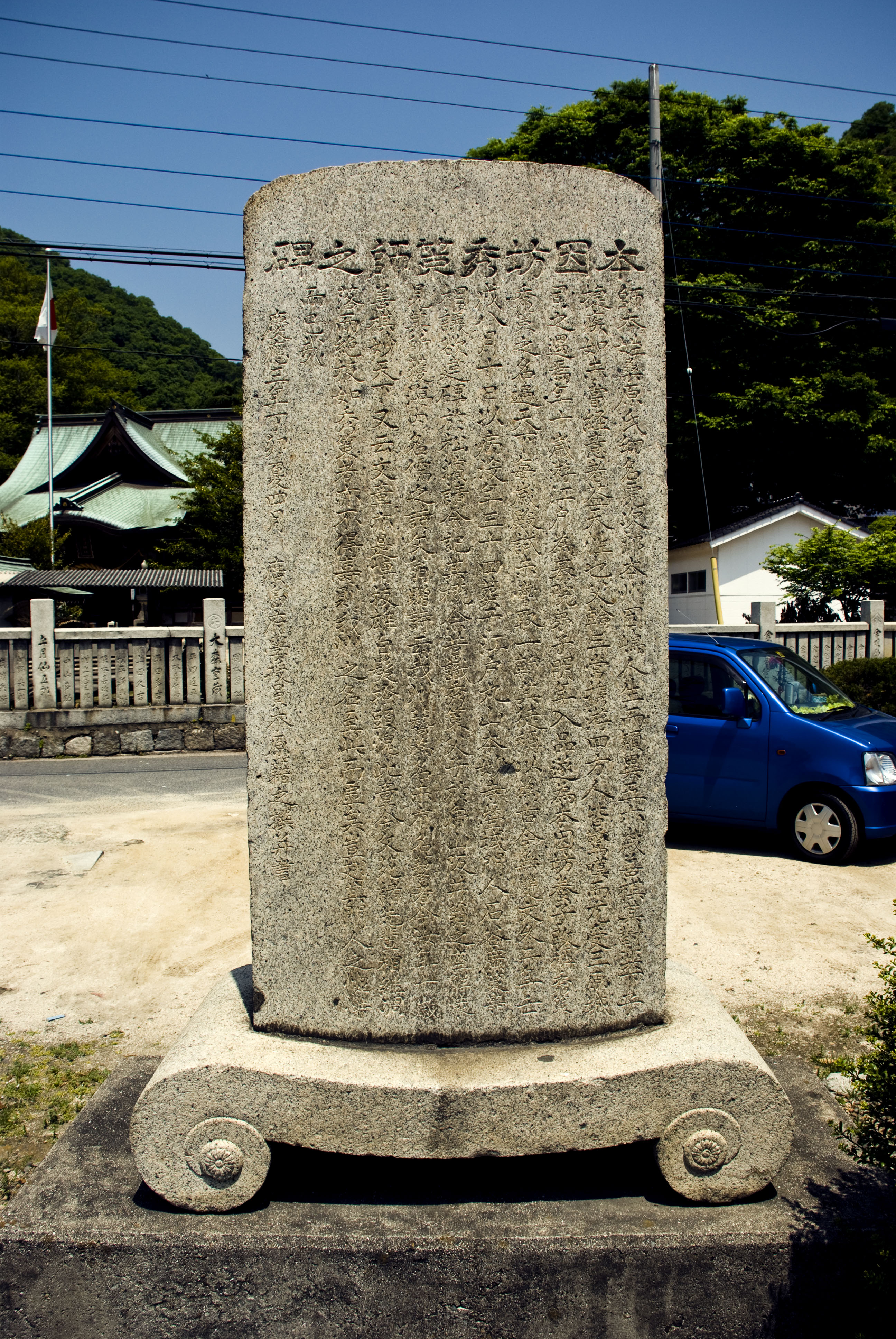
本因坊秀策師之碑

境内聳える神木の大楠は、樹高30メートル、胸高幹囲13メートル、樹齢推定500年（昭和37年（1962年）当時）であり、昭和37年に三原市の天然記念物に指定された。楠としては広島県で一番、中四国地方でも3番目の大きさを誇る。日没後にこの大楠を右回りに8度回り神社から出ようとすると、夜の海からおらび船と呼ばれる船が神社のすぐ前の船着き場にたどり着き、夜の沖へと連れ去られてしまい、また、左回りに回ると宝船がやって来るという伝承がある。しかし現在では神社のすぐ前の船着き場は埋め立てられてしまっている。
かつては夜泪き松と呼ばれる松の巨木があり、夜泣きする子にこの松の皮を煎じて飲ませると夜泣きが収まると言われていた。また、万病にも効くとされた。江戸時代には「糸崎八幡宮の夜泪き松」として広く知られており、京の公卿や江戸の豪商等が競って求めた。この夜泪き松は上方の古典落語の演目である『夜泣きしずめ』にも登場する。また、境内には江戸時代の囲碁棋士で、棋聖に数えられる本因坊秀策の業績を讃えた江戸時代の石碑がある。

## 摂末社
- 高良（こうら）神社 - 武内宿禰を祀る。
- 真人（まっと）神社 - 木梨真人（きなしのまっと）を祀る。
- 道通（どうつう）神社 - 境外末社

## 文化財
（件名後の括弧内は指定の種別と年月日）
- 神門（三原市指定重要文化財（建造物）、昭和54年4月21日）
- 糸碕神社文書11通（三原市指定重要文化財（古文書）、昭和50年3月22日） - 社領や扶持、寛永時の本殿再建に関するもの等から成る。
- 楠（三原市指定天然記念物、昭和37年5月28日）

## その他
- 『万葉集』巻第15に「備後国水調郡の長井の浦にして舶泊（ふなど）まりする夜に作る歌」3首が載っている。
  - あをによし奈良の都に行く人もがも 草枕旅行く船の泊まり告げむに[3]
（奈良の都に行く人はいないものか。旅行く船の泊まっている所を知らたいのだが）
  - 海原を 八十島隠り来ぬれども 奈良の都は忘れかねつも[4]
（昼間は海原を島々に隠れながら来たけれど　奈良の都が忘れられない）
  - 帰るさに妹に見せむに　わたつみの沖つ白玉拾（ひり）ひて行かな[5]
（帰りには妻に見せるために　海岸の美しい貝や小石を拾って行こう）

- 本因坊秀策の石碑は漫画『ヒカルの碁』に登場している。